# Jeskyňovka Goslineho
Jeskyňovka Goslineho (Calamopteryx goslinei) je paprskoploutvá ryba z čeledi jeskyňovkovití (Bythitidae).
Druh byl popsán roku 1966 ichtyology Jamesem Erwinem Böhlkem a Danielem Morrisem Cohenem.

## Popis a výskyt
Maximální délka ryby je 6,4 cm.
Tělo protáhlé, hnědé, hlava zploštělá a tmavší než zbytek těla. Řady papil na stranách břicha.
Byla nalezena ve vodách západního středního Atlantiku: Bahamy, Kajmanské ostrovy, Dominika, Antily. Obývá korálové útesy, jedná se o masožravou a živorodou rybu.